# Emmanuelle 5.
Az Emmanuelle 5. (vagy Emmanuelle V) egy 1987-ben bemutatott francia erotikus játékfilm, Walerian Borowczyk rendezésében, Monique Gabrielle főszereplésével, Emmanuelle Arsan thai-francia írónő regényeiből merített ötletek alapján. Kiadták vágatlan hardcore változatban (videó-forgalmazásban) és erősen megvágott mozifilm-változatban is.

## Gyártás
A film zeneszerzője Pierre Bachelet francia popzenész. Ő írta az Emmanuelle-sorozat első, 1974-es műfajteremtő Emmanuelle-filmjének zenéjét is. Az új film zenéje az Europop stílusát idézi, gitárral és szintetizátorral. A vokált Sandy Stevens (Stevenson) és maga Bachelet adja elő. A hárem-jeleneteket közel-keleti zenei elemek kísérik.

## Cselekmény
A szabad szellemű és öntudatos Emmanuelle (Monique Gabrielle) Párizsban táncstúdiót vezet és művészi erotikus filmeket készít. A Cannes-i filmfesztiválon bemutatja saját új szexfilmjét, a „Love Express”-t, némi botrányt keltve. A sajtókonferencián Emmanuelle-t azzal vádolják, pornográfiát terjeszt. Az eseményen megismerkedik Bengladzsisztán uralkodójával, Radzsid herceggel (Yaseen Khan), aki megkívánta Emmanuelle-t és meghívja országába, a film promotálására. Az épületből távozó Emmanuelle-t az utcán őrjöngő férfirajongók tömege várja, akik valamennyien meg akarják érinteni a testét. A tolongásban letépik összes ruháját, Emmanuelle meztelenül menekül a kiéhezett férficsorda elől. A cannes-i kikötőben egy éppen induló luxusjachtra felugorva menekül meg. A jacht tulajdonosa Charles D. Foster milliárdos repülőgépgyáros (Dana Burns Westburg). Megmentőjét Emmanuelle szexben részesíti, Charles fülig beleszeret.
Charles aggodalmai ellenére Emmanuelle elutazik Radzsid herceg országába, Bengladzsisztánba, hogy filmjét, a „Love Express”-t népszerűsítse. A repülőtérről az ifjú Rocky viszi a szállodába, Emmanuelle szexszel jutalmazza. A tengerparton a nő megismerkedik Eddie-vel, egy Indiana Jones-szerű, kalandkereső világcsavargóval. Szemtanúi lesznek, amint Rockyt megölik és elássák, mert megsértette az uralkodó kizárólagos kiváltságát, az „első éjszaka jogát” az országába érkező minden nővel. Radzsid herceg elrabolja és népes háremébe zárja Emmanuelle-t. Eddie, aki valójában Charles megbízottja, megszökteti az „új lányt”. Az őserdőbe menekülnek. Üldözőiket egy katonai helikopter támadja meg, melyet Charles küldött. A lövöldözésben Eddie meghal, Emmanuelle-t szerencsésen kimentik.
Emmanuelle egy éjszakai repülőjáraton szexel Charles-szal. A gép Las Vegas közelében lezuhan, Emmanuelle megmenekül, de Charles eltűnik, holtnak vélik. Párizsba hazaérkezve Emmanuelle-t rózsacsokor várja és egy levél Charles-tól, amelyből megtudja, hogy a férfi életben van, és szerelméről biztosítja őt.

## Szereposztás
| Szerep                       | Színész                              | Magyar hangja |
| ---------------------------- | ------------------------------------ | ------------- |
| Emmanuelle                   | Monique Gabrielle                    | N/A           |
| Charles D. Foster milliárdos | Dana Burns Westburg (Westberg néven) | N/A           |
| Eddie                        | Crofton Hardester                    | N/A           |
| Radzsid herceg               | Yaseen Khan                          | N/A           |
| Linda                        | Julie Miklas                         | N/A           |
| Suvi                         | Pamm Vlastas                         | N/A           |

## Változatok
A film több, eltérő változatban került vetítésre (ill. sugárzásra), az aktuális célközönség igényére szabva:
- Az európai filmszínházakba szánt szoft változathoz („Borowczyk-változat”) német, angol és olasz szinkron is készült.
- A Egyesült Államokba szánt változatot Roger Corman producer megbízásából kibővítették új filmrészletekkel, melyeket Steve Barnett rendezett. Egy évvel az eredeti film forgatása után, 1987-ben több eredeti színészt Los Angelesbe vittek, és új szereplőkkel kibővítve új jelenetsorokat vettek fel, a korábbi Emmanuelle-filmektől eltérő, inkább az 1984-es Legénybúcsú (Bachelor Party) c. izraeli-amerikai szexkomédiából ismert harsány, vígjátéki stílusban. A változtatással a nézettséget akarták növelni. A Corman-féle változatot, sok változtatás után végül az amerikai home video-hálózatba tették, mozikba nem került.
- A francia home video változat tartalmazza azokat a hardcore szexjeleneket is, amelyek a fő moziváltozatban csak jelentősen megvágva szerepeltek.